# Philippodexia sumatrensis
Philippodexia sumatrensis är en tvåvingeart som beskrevs av Townsend 1926. Philippodexia sumatrensis ingår i släktet Philippodexia och familjen parasitflugor. Inga underarter finns listade i Catalogue of Life.